# Wittendorf

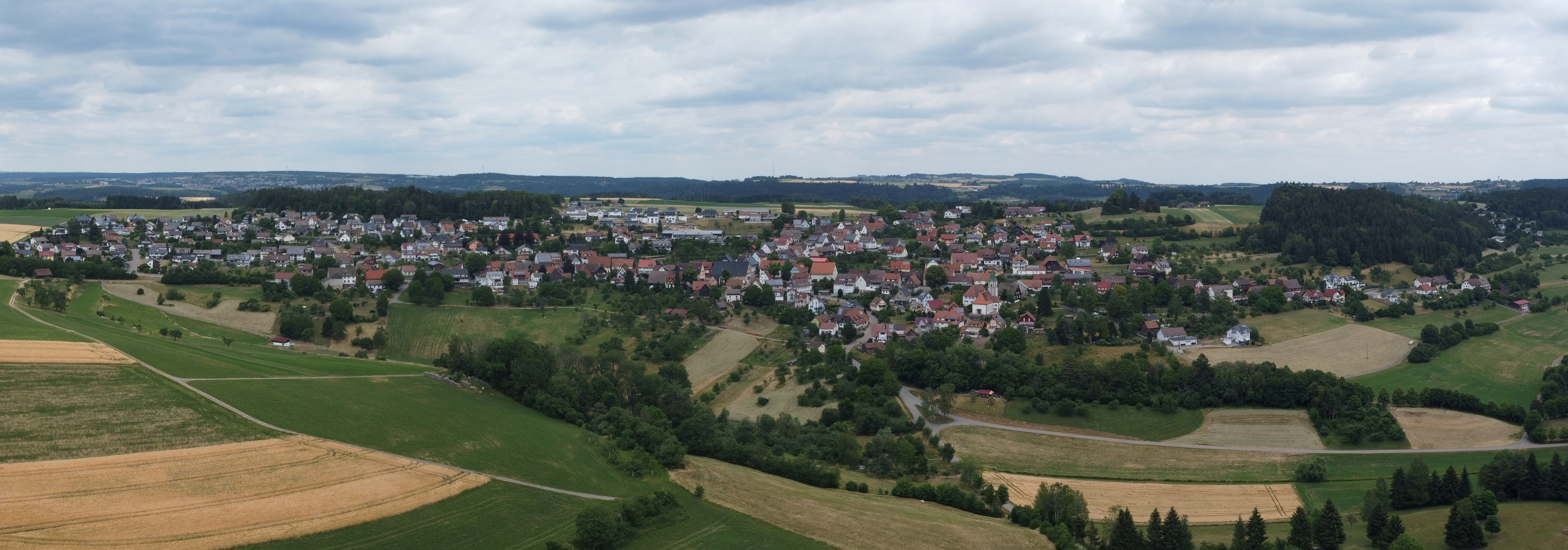
Drohnenaufnahme: Wittendorf von Westen gesehen.

Wittendorf ist seit 1974 ein Teilort der Gemeinde Loßburg im Landkreis Freudenstadt (Baden-Württemberg). Der Ortsteil hatte im März 2011 1002 Einwohner auf einer Fläche von 9,4 km².
Update: Der Ortsteil hatte im Dezember 2023 1085 Einwohner

## Geschichte

### Menschliche Spuren in und um Wittendorf vor der Alemannenzeit

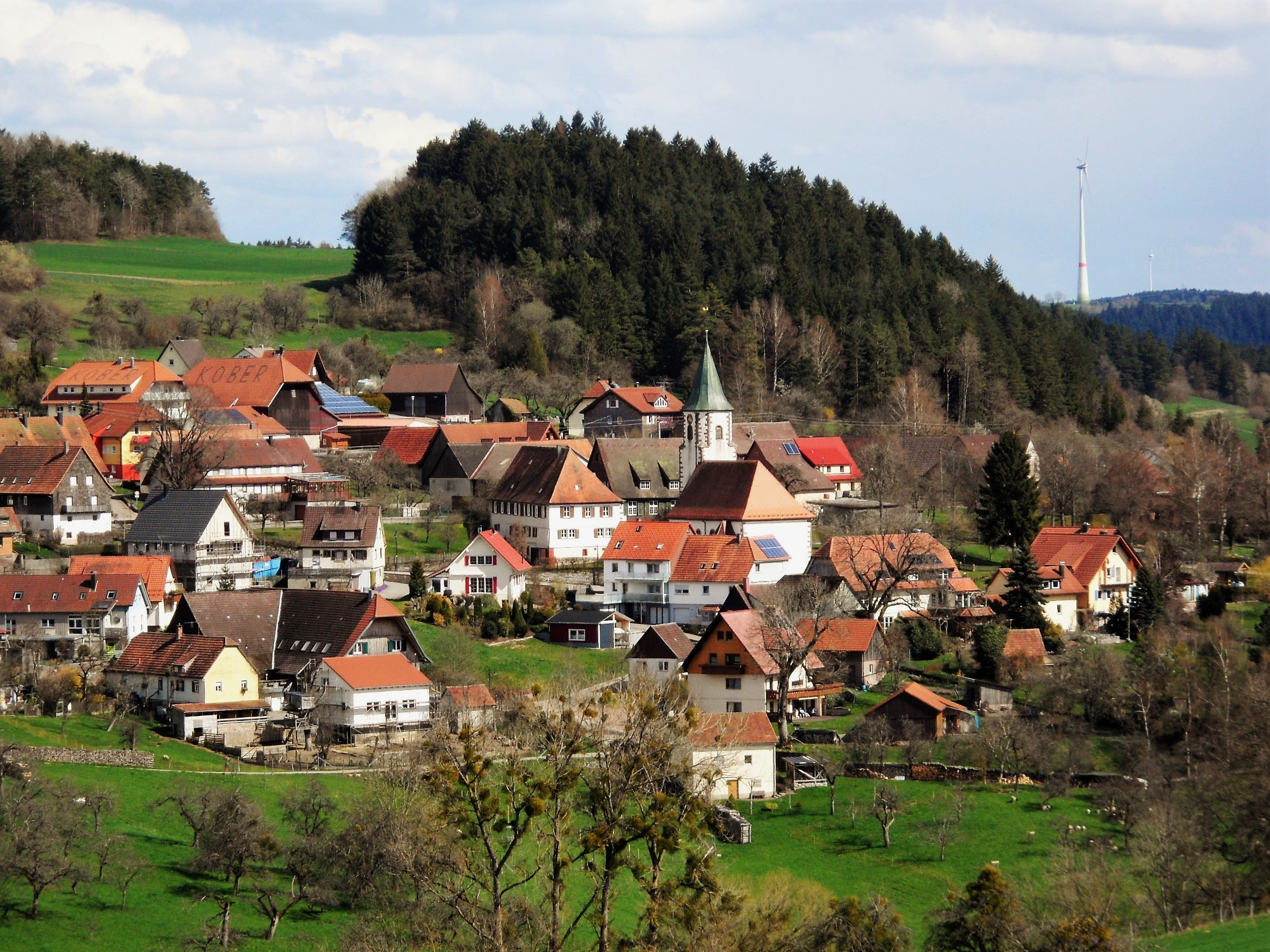
Wittendorf mit der evangelischen Martinskirche

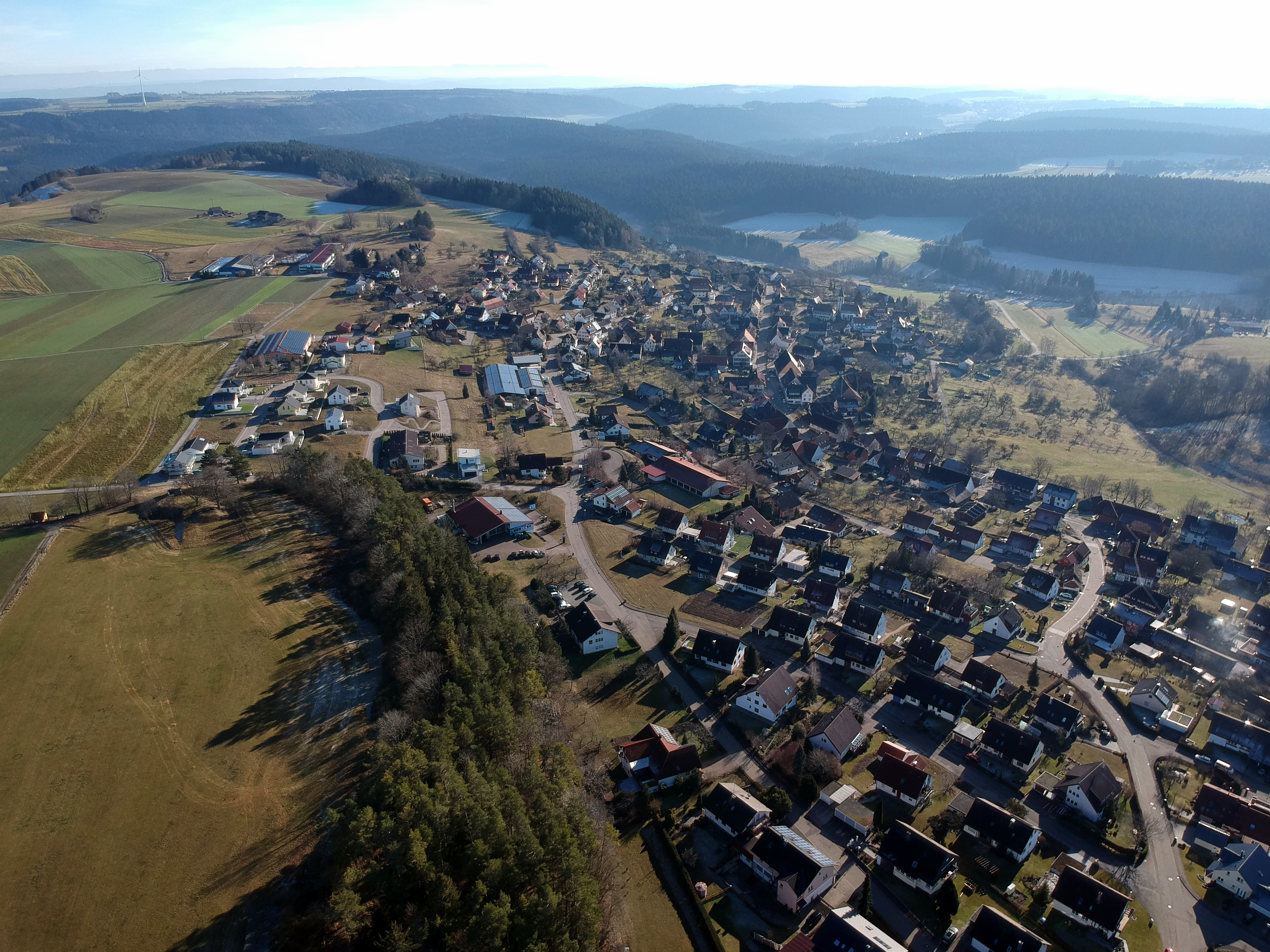
Wittendorf – Luftbild in Richtung Süden, Ortskern Mitte hinten

Aus der Zeit zwischen dem 8. bis 3. Jahrtausend v. Chr. sind auf der Wittendorfer Markung menschliche Spuren nachgewiesen, d. h. aus der Mittelsteinzeit (Mesolithikum) bis zur Jungsteinzeit (Neolithikum).
Die ältesten menschlichen Spuren fand man im Gewann Krähwinkel. Hier wurde ein Schlagplatz mit Resten von Feuerstein-Werkzeugen gesichert. Ob die Hersteller dieser Geräte zufällig vorbeiziehende Jäger von einer weiter entfernten Siedlung waren, oder ob sich in der Nähe ein steinzeitlicher Siedlungsplatz befand, lässt sich nicht feststellen. Die exponierte, freie Lage des Fundortes auf der Hochfläche über dem Ursental könnte von den damaligen Menschen bewusst ausgewählt worden sein. Eine Steinzeit-Siedlung in dieser Gegend ist jedoch noch nicht nachgewiesen. Grabungen fanden bis jetzt nicht statt. Es liegen lediglich Lesefunde vor. Das Landesdenkmalamt Baden-Württemberg vermutet aber im „Krähwinkel“ offensichtlich einen „steinzeitlichen Siedlungsplatz“.
Im Gewann Hoher Rain ist ein Grabhügel aus nicht näher bestimmbarer vor- bzw. frühgeschichtlicher Zeit bekannt. Er wurde über einer Körper- oder Brandbestattung errichtet. Eine nähere Untersuchung liegt nicht vor. Der Hügel kann bereits aus keltischer Zeit stammen. Es kann aber auch ein Stammesführer der späteren Alamannen bzw. der fränkischen Oberschicht hier beigesetzt worden sein.
Keltische Spuren finden sich laut Oskar Paret nahe der Markungsgrenze Wittendorfs im Loßburger Distrikt Waldhäuser Lehen. Dort liegt ein zerstörter Grabhügel, etwa 0,8 m auf 6 m groß. Buntsandsteinblöcke einer Grabkammer liegen umher. Paret bezeichnet den Hügel als Grab aus der späten Bronzezeit (in Europa etwa 1800 bis 800 v. Chr.). Das Landesdenkmalamt Baden-Württemberg bezeichnete die Stelle als vorgeschichtlichen Grabhügel über einer Brandbestattung aus nicht näher bestimmbarer vor- und frühgeschichtlichen Zeit.
Genauere Datierungen wurden an der Gemeindegrenze Wittendorfs auf Böffinger Markung beim Bellenstein möglich. Hier liegen eindeutig keltische Funde vor. Es wurden Reste von Gemäuern und Abfallgruben mit Scherben, Tierknochen und Holzkohle festgestellt. Sie stammen einerseits aus der Hallstattzeit (8.–5. Jahrhundert v. Chr.) und aus der anschließenden Latènezeit. Der Archäologe Berau entdeckte im August 1924 im Tuffsteinbruch von Jörg Siegel hallstattzeitliche Scherben, Tierknochen und Hüttenbewurf. Paret fand im Juni zuvor eine spätkeltische Wohnstätte, die er damals in die Zeit zwischen 50 v. Chr. bis 50 n. Chr., am ehesten in die erste Hälfte des ersten Jahrhunderts n. Chr. datierte. Sie sind jedenfalls vorrömisch, da römische Funde an gleicher Stelle auf der abgegangenen keltischen Wohnstätte liegen. Etwa 35 Gefäße sind in Scherben nachgewiesen. Am häufigsten kommen steilwandige Töpfe mit verengter Mündung vor. Aber auch Näpfe mit leicht einwärts gebogenem Rand waren zu finden. Bevorzugt wurde Besen- und Kammstrich als Verzierung. Manche Scherben hatten Bohrlöcher zum Aufhängen der Gefäße oder zum Ablaufen der Flüssigkeit. Neben den freihändig geformten Töpferwaren kamen auch Drehscheibenwaren vor mit geglätteten Streifen als Verzierung. Die Keramik ist oberflächlich tief geschwärzt. Zumindest zwei Gefäße waren inwendig weiß und rot bemalt. Die Drehscheiben-Keramik wurde wahrscheinlich aus dem Oberrheingebiet eingeführt. Die Tierknochen stammen von Rind, Schwein, Schaf oder Ziege und von der Wildkatze. Die Holzkohle bildete sich aus Laub- und Nadelhölzern. Dass die keltischen Bewohner im Taleinschnitt zur Glatt das direkt anschließende Gelände auf der Wittendorfer Muschelkalk-Terrasse, wahrscheinlich auch die fruchtbaren Muschelkalkböden auf der nahen Hochfläche Wittendorfs nutzten, ist anzunehmen.

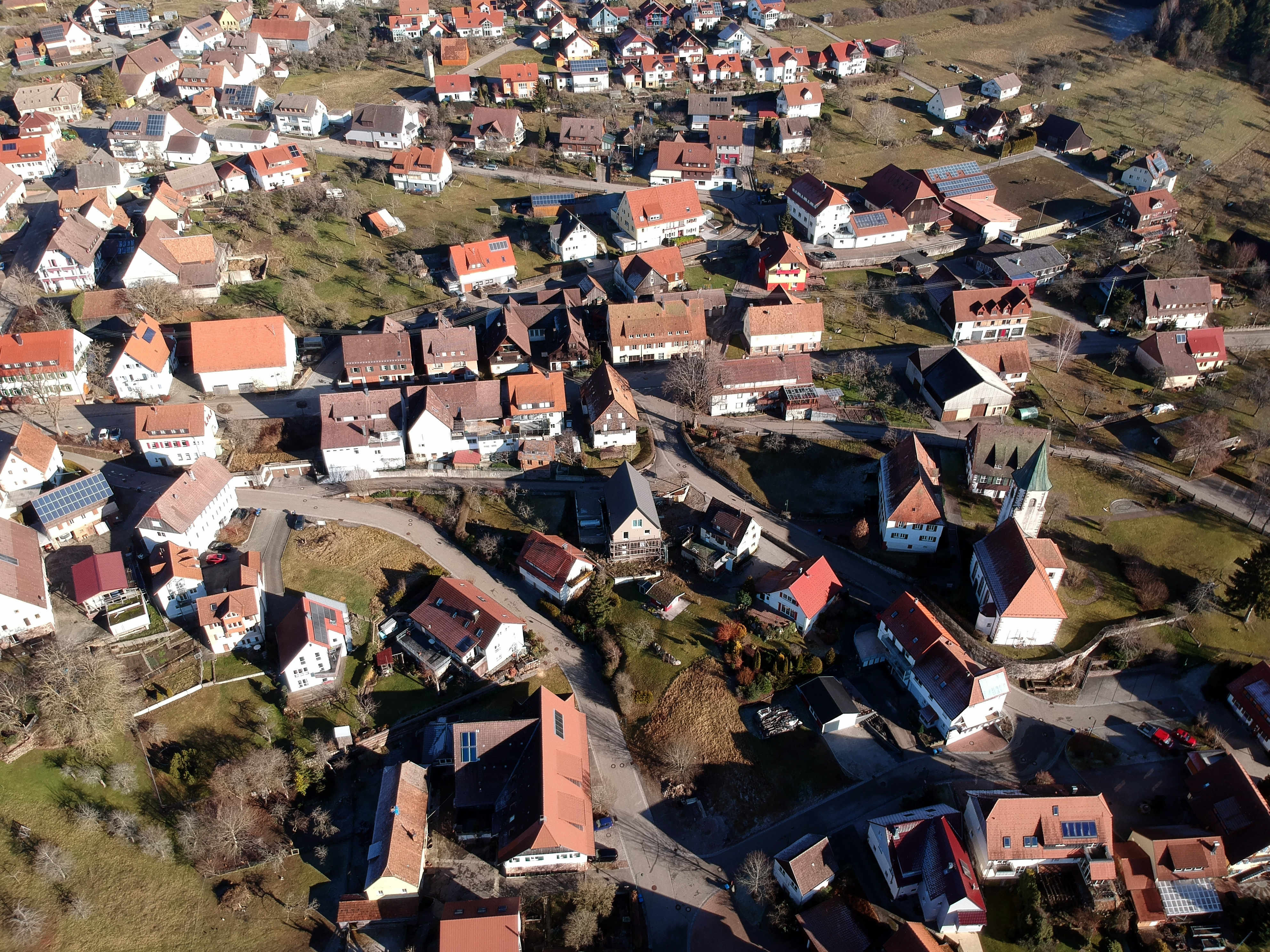
Luftbild der alten Ortsmitte mit evangelischer Martinskirche und Dorflinde

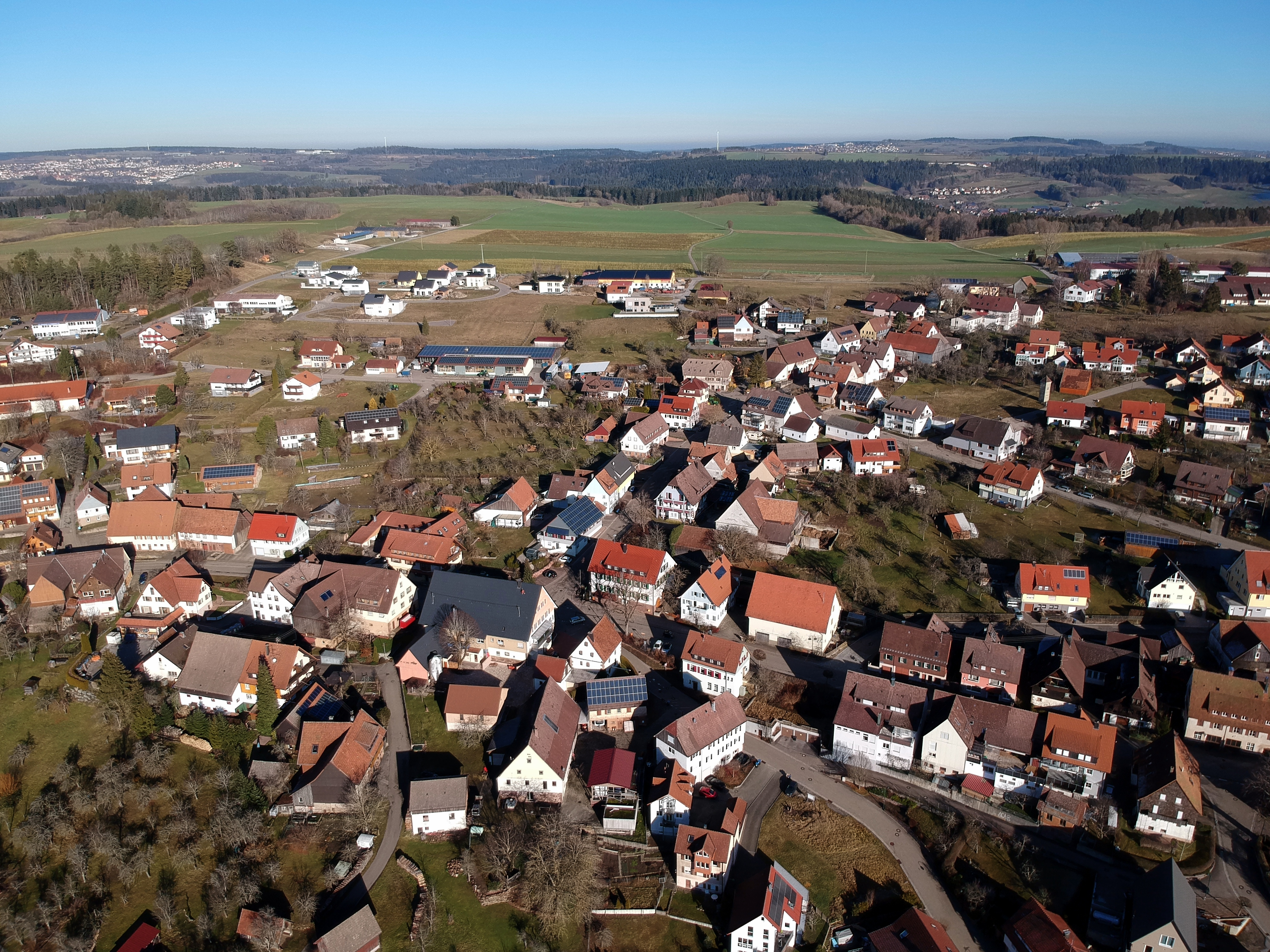
Ortsmitte von Wittendorf – mit dem grauen Dach Gasthaus Löwen

In dem spätkeltischen Fundort am Bellenstein fand schon im Februar 1920 der Grundeigentümer, Löwenwirt Heinzelmann aus Böffingen, in seiner Tuffsandsteingrube in 80 cm Tiefe eine zerdrückte Ton-Urne mit verbrannten, bzw. stark weißgebrannten Knochen eines jugendlichen Menschen. Die Art der Bestattung weist in die römische Zeit. Die Urne ist 33 cm hoch und der größte Durchmesser beträgt 28,5 cm. Wenige Meter von dem Fundort entfernt stießen die Sandgräber auf eine ausgehöhlte Steinkiste, 60 cm lang, 42 cm breit und 30 cm hoch (im Licht 40 cm, 29 cm und 19 cm). Bedeckt war sie mit einer 10 cm dicken Buntsandstein-Platte, 70 cm lang und 52 cm breit. Das Innere war ebenfalls mit verbrannten Menschenknochen gefüllt. Als Beigaben lagen in der Steinkammer Reste von drei Gefäßen, und zwar zwei Teller eines Terra Sigillatas und ein zweihenkliger Krug aus braungelbem Ton. Die Gefäße wurden von vornherein unvollständig als Scherben beigegeben. Auf Grund dieser Funde kann das Grab in die Zeit um 120 n. Chr. datiert werden. In den Tonwaren wurden Speisen und Getränke für das Jenseits mitgegeben. Die Gefäße wurden mit dem Toten verbrannt. Das Feuer sprengte die Töpferware auseinander. Die meisten Scherben wurden in die Grabstätte mitgegeben. Neben der Fundstelle fand man vermodertes Holz mit Eisennägeln. Dieses weist darauf hin, dass der Leichnam in einer Holzkiste oder auf einem genagelten Holzbrett verbrannt wurde. Die Gräber lassen auf eine nahe gelegene römische Siedlung (villa rustica) schließen. Dr. Paret hält nahes Wasser, sonnige Lage und fruchtbaren Boden als Hauptbedingung für eine solche Anlage und verweist auf die nahe Flur „Vogelherd“. Fruchtbaren Ackerboden fanden die Römer auf der Kalkstein-Hochfläche auf Wittendorfer Markung. Luftbildaufnahmen führten aber bislang zu keinem Ergebnis. Falls die Siedlung im heute bewaldeten Abhang lag, ist sie auch schwerlich ausfindig zu machen.
Die zwei gefundenen römischen Münzen am einstigen Neunecker Weg bei den „Ziegelbrunnenäcker“ können auch noch in nachrömischer Zeit verloren gegangen sein. Ein Nachweis für eine römische Siedlung in Wittendorf sind sie jedenfalls nicht. Eine Münze trägt das Bildnis des Kaisers Marc Aurel (161–180 n. Chr.), auf der anderen Münze wurde das Abbild von Kaiser Trajan (98–117 n. Chr.) vermutet.

### Alte Wegführungen
Das Auftauchen der Steinzeitmenschen auf Wittendorfer Markung, das Steinplatten-Grab beim Waldhäuser Lehen (Loßburg) und der Grabhügel in Wittendorf (Hoher Rain) setzen zumindest alte Pfade voraus. Frühe mittelalterliche Wegverbindungen führten von Dornstetten nach Wittendorf und weiter nach Dornhan bis zum Römerkastell Waldmössingen. Römische Funde nahe dem Weg sind aus Dornstetten und vom Bellenstein bekannt. Eine römische Wegverbindung ist jedoch nicht nachweisbar.
Außer dieser Nord-Süd-Achse führten zwei überörtliche Verbindungswege von Ost nach West. Der von Neuneck kommende Heerweg mündete in Wittendorf zunächst in das Obere Heergäßle (= ob dem Heergäßle?) und beim Gewann Firgel bzw. beim Käppele in die 1560 erwähnte Landtstraß, 1488 strauß genannt [= befestigter Verkehrsweg ohne Häuserreihe], und nahm zunächst ungefähr den heutigen Straßenverlauf durchs Hohenholz (Richtung Loßburg). Diese so genannte Landstraße ist identisch mit dem alpirsbacher weg. Eine nordwestliche Abzweigung des Heerweges weist beim Alamannen-Friedhof am Laiberg, nördlich des „Kalkofens“, nach Lombach. Der geradlinige Verlauf Lombach–Neuneck–Oberiflingen lässt den frühmittelalterlichen Kirchweg von Lombach zur Mutterpfarrei Oberiflingen vermuten. Von Neuneck führt eine Abzweigung auch östlich der Wittendorfer Kirche auf den Dornhaner Weg. Die frühere Wegkreuzung Dornstetter–Dornhaner Weg, Neunecker Weg und Heerweg bildete in Wittendorf ein Dreieck, in dessen Mitte die ehemalige Wehrturmkirche St. Martin steht. Auch hier ist kein Nachweis für einen römischen Heerweg gegeben. Einen mehr lokalen Übergang über die Glatt sieht Peter Goeßler eher beim Bellenstein mit dem kleinen römischen Gräberfeld, der die Markungen Böffingen und Wittendorf mit ihren fruchtbaren Hochflächen rechts und links der Glatt auf einem bequemen Aufstieg miteinander verbindet.

### Geschichtlicher Überblick seit der Gründung Wittendorfs
Ein merowingerzeitliches Gräberfeld ist im Gewann Laiberg / Steingau / Kalkofen 1991 ausgegraben worden. 96 Gräber mit teilweiser Doppelbestattung wurden dokumentiert. Schon 1910 und 1911 fand man zwei Kindergräber. Der Friedhof umfasste vermutlich 300 bis 400 Bestattungen in der Zeit zwischen 630 und 670. Demnach muss der Ort bereits eine ansehnliche Größe gehabt haben. Das Gräberfeld ist das am weitesten westlich gelegene vor dem Schwarzwald. Originalfunde wie Schmuck, Gebrauchsgegenstände und Waffen sind im Heimatmuseum Loßburg ausgestellt. An dem Skelett einer 20- bis 25-jährigen Frau sind deutliche Merkmale der Altersbestimmung abzulesen.
Die Dorf-Orte besiedelten die Alamannen in der zweiten Besiedlungsphase im 5./6. Jahrhundert. Der Name des Ortes Wittendorf kann auf den Personennamen Wito zurückgehen. Wahrscheinlicher aber ist die Ableitung von „witu“ (lokativer Dativ für Wald).
Seit dem 6./7. Jahrhundert gehörte Wittendorf zur Mutterpfarrei Oberiflingen. Im 8./9. Jahrhundert wurde die erste Kirche in Wittendorf, eine Martinskirche, erbaut. Rückschließend aus späteren Quellen ist anzunehmen, dass schon seit dem Jahr 1005 die Pfarrorte Wittendorf und Schnait (heute zu Wittendorf gehörig) zinspflichtig waren an das Kloster Stein a. Rh. über den Widemhof in Oberiflingen. Um das Jahr 1100 schenkten ein gewisser Albert und sein Bruder Cuono dem Kloster Reichenbach eine Hube in Wittendorf. Nach 1115 übergab Hartmuot von Wittendorf großen Besitz an dieses Kloster.
1143 (22. September) wird Wittendorf erstmals mit genauem Datum urkundlich erwähnt. Im Reichenbacher Schenkungsbuch ist beim Kirchweihfest der Klostergründung unter anderem Hartmuot von Wittendorf genannt. 1275 sind die Pfarreien Wittendorf und Schnait (Snaite) erwähnt. Die beiden Pfarreien gehörten damals zum Dekanat Crespach. 1451 erhielt Wittendorf von den Johannitern zu Rexingen den Schnaiter Zehnt im Tausch. Schnait gehörte damals bereits zu Wittendorf. Am 14. September 1501 verkaufte Gangolf von Geroldseck zu Hohengeroldseck mit der Herrschaft Loßburg auch Wittendorf an das Kloster Alpirsbach. 1502 errichtete das Kloster Alpirsbach die Zehntscheuer in Wittendorf. Die Jahreszahl ist an dem Gebäude in Stein gehauen.
1514 empörten sich die Untertanen der Herrschaft Loßburg gegen das Kloster Alpirsbach im Zusammenhang mit dem Bauernaufstand Armer Konrad. Auch die Gemeinde Wittendorf war daran beteiligt. Empfindliche Geldbußen, teils auf „ewig und unabgängig“, waren die Folge. 1544 ist zum ersten Mal in Wittendorf aktenkundig geworden, dass eine Frau der Hexerei beschuldigt wurde. Endlin, die Ehefrau des Konrad Lowmayer wurde wegen Verdachts der Hexerei in Dornhan eingesperrt. Die Vögte Wendel Zipp zu Alpirsbach und Benedikt Schwenkh zu Dornhan klagten sie an und verurteilten sie auch. Sie wurde aber aus dem Gefängnis entlassen, nachdem sie Urfehde geschworen und versprochen hatte, über den Rhein zu ziehen.

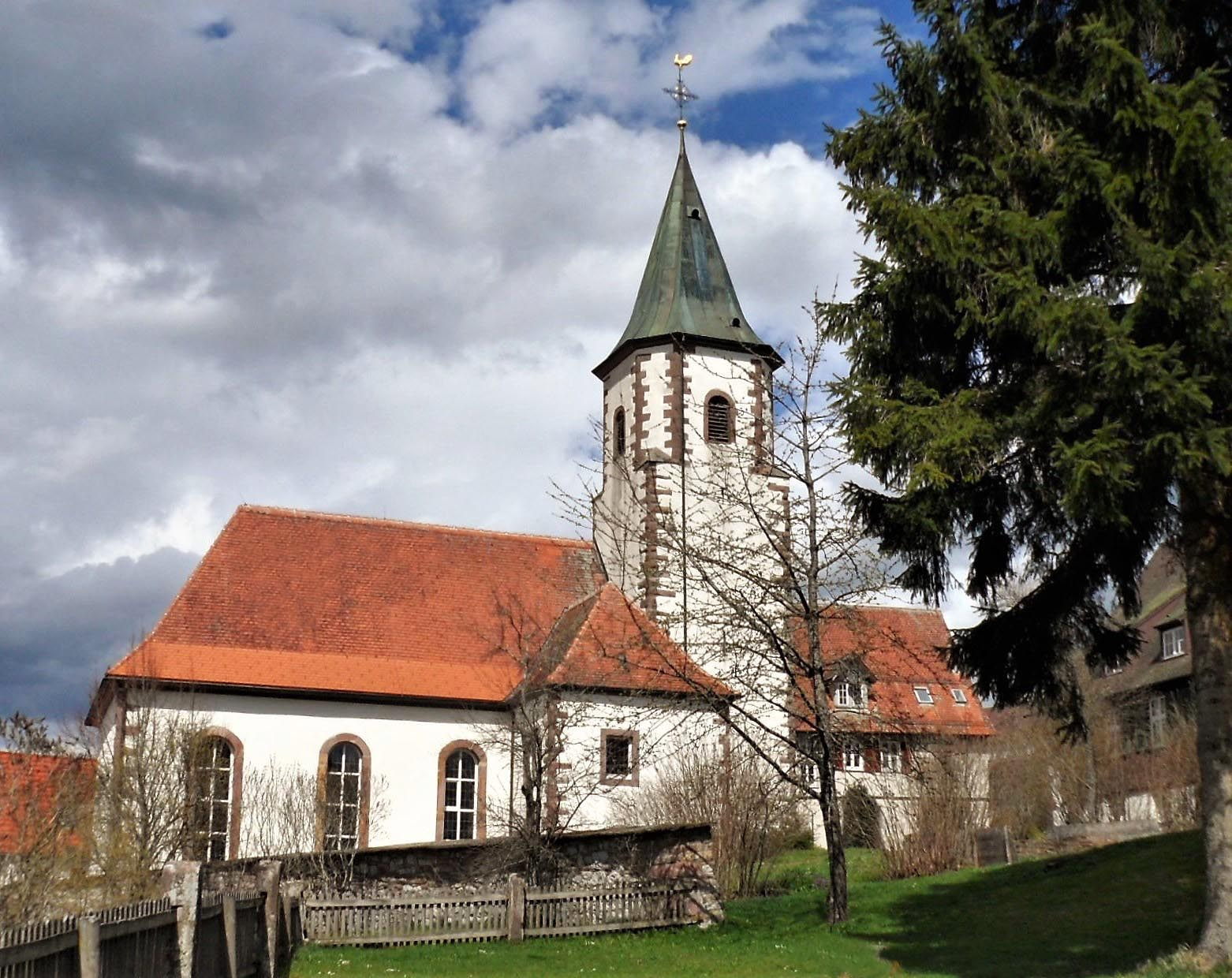
Martinskirche, erbaut 1786 von Kirchenrats-Baumeister Goez

Von 1635 bis 1649 war die Pfarrei Wittendorf wegen der Wirren des Dreißigjährigen Krieges ohne geistliche Betreuung. Pfarrer Zehe kam 1635 auf der Flucht um. Der Ort war durch Krieg und Pest verödet, das Pfarrhaus abgebrannt, jedoch nicht die Kirche.
Mehrere verheerende Brände wüteten in Wittendorf. Beim Brand 1785 fielen Kirche, Kirchturm und 7 Bürgerhäuser einem Brand zum Opfer. Die Kirche wurde 1786 von Kirchenrats-Baumeister Wilhelm Friedrich Goez aus Ludwigsburg wieder aufgebaut. Beim großen Dorfbrand im Jahre 1846 brannten innerhalb dreier Stunden 28 Häuser ab, darunter auch das neu errichtete Schulhaus.
1968 wurde die Wittendorfer Kirchenfiliale Oberbrändi der Pfarrei Fürnsal zugeordnet. 1974 schloss sich Wittendorf der Gemeindeverwaltung Loßburg an. 1981 kam Unterschnaitertal von Sterneck zur Ortschaftsverwaltung Wittendorf, Oberbrändi von Wittendorf nach Sterneck.
Romsgrund ist 1360 erstmals mit Rumsgrund und Ramsgrunt erwähnt; „rame“ [= Schmutz] bedeutet Morast, Sumpf. Der Ort soll sieben Höfe gehabt haben. In den Lagerbüchern und in der Oberamtsbeschreibung Freudenstadt sind jeweils zwei Höfe genannt.
1934 wurde die Teilgemeinde Romsgrund in die Gesamtgemeinde Wittendorf eingegliedert.
Am 1. Juli 1974 wurde Wittendorf nach Loßburg eingemeindet.
In Wittendorf gibt es ein Heimatmuseum im Kornspeicher, in dem besondere Exponate aus der dörflichen Geschichte aufbewahrt sind.

## Söhne und Töchter Wittendorfs
Die Liste enthält bekannte Personen, die in Wittendorf geboren sind, unabhängig davon, ob sie später auch ihren Wirkungskreis hier hatten.
- Rudi Paret (1901–1983), Philologe und Islamwissenschaftler